# Millo
Millo (lub Mello) (hbr. מילוא), dosł. wypełnienie lub taras – starożytne budowle występujące w miastach izraelskich, np. Sychem bądź w Jerozolimie, będące prawdopodobnie rodzajem umocnionych kamieniami tarasów lub nasypów, mających cywilne znaczenie budowlane – można było na nich stawiać budynki, co w warunkach górskich jest bardzo ważne dla rozwoju miast (patrz Sdz 9:6 i 20, 1 Krl 9:24, 2 Krl 20:21), albo militarne znaczenie budowlane – można było na nich postawić np. mur obronny (patrz 1 Krl 11:27).

## Odkrycia archeologiczne
W latach 1913–1927 Ernst Sellin prowadził prace archeologiczne w starożytnym Sychem (Tall Balata, położone 32°12'49.1"N 35°16'55.1"E), gdzie odkrył m.in. duży kamienny taras (millo), na którym wzniesiono masywną świątynię (prawdopodobnie Baala-Berit – patrz Sdz 9:4).
Podobną konstrukcję odkryła Kathleen Kenyon w jerozolimskim Mieście Dawida.

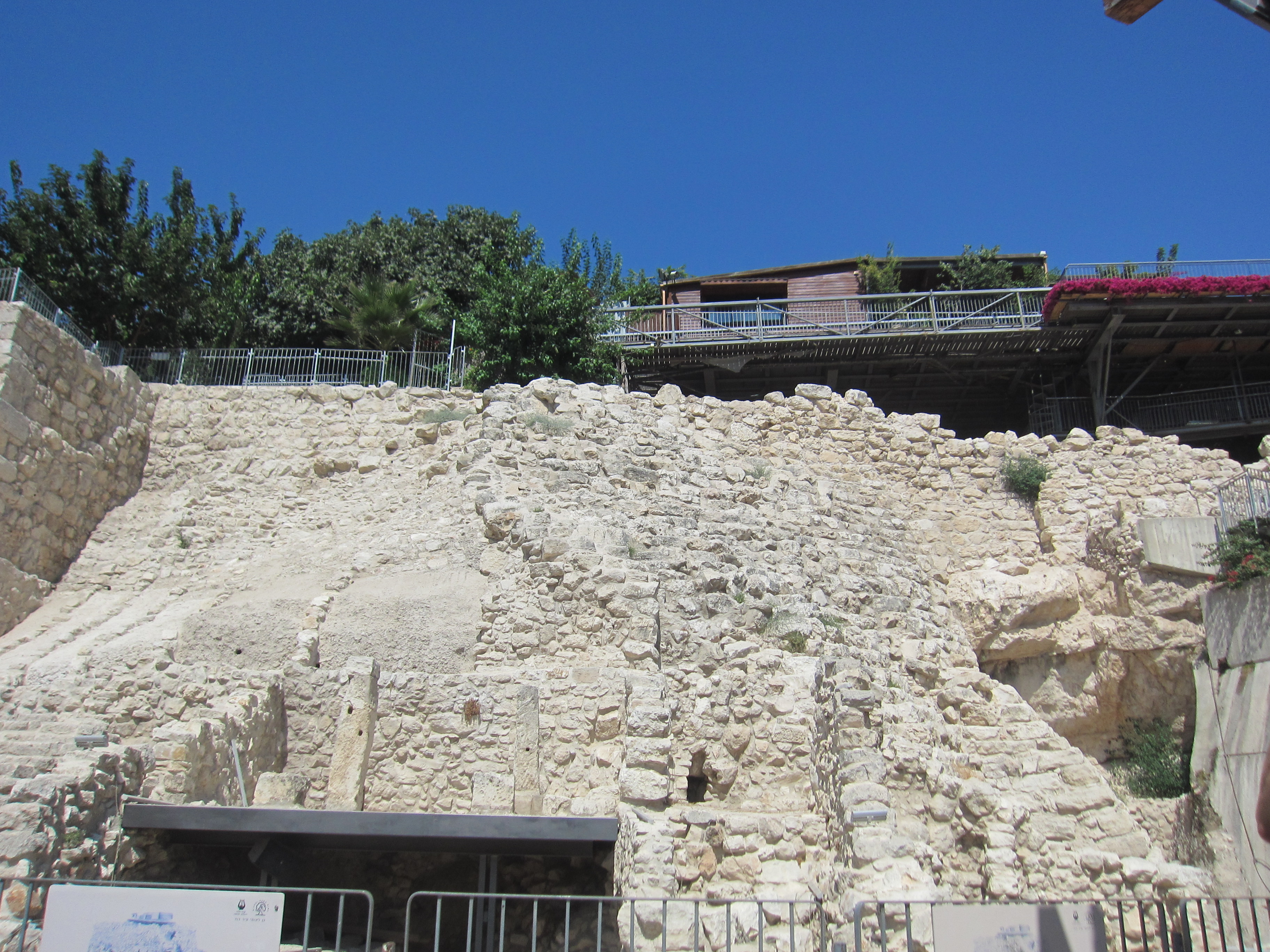
Taras (millo) w Mieście Dawida

## Występowanie w Piśmie Świętym
- Sychemskie millo występuje w Księdze Sędziów 9:6 i 9:20 (2x).

- Jerozolimskie milla:

– Domu Dawida – 2 Sam 5:9, 1 Krn 11:8, 2 Krn 32:5,
– miejskie, zbudowane przez Salomona – 1 Krl 9:15,
– pałacu córki faraona – 1 Krl 9:24,
– obronne (lecz również bezpośredni powód buntu Jeroboama) – 1 Krl 11:27.
Razem 9 wystąpień w hebrajskim Piśmie Świętym.

## Problemy w polskich przekładach Biblii
Biblia warszawska pomija to słowo w Sdz 9:6 i 20, często też poprzedza je wyrażeniem „twierdza” (np. 1 Krl 9:24), jakoby chodziło o jakieś inne miejsce geograficzne, co potęgowane jest jeszcze poprzez pisanie go dużą literą, jak nazwy własnej, podczas gdy wydaje się być nazwą pospolitą.
W Biblii Tysiąclecia i w Biblii gdańskiej również wyraz ten jest pisany dużą literą, jak nazwa własna, nawet w 2 Krn 32:5: (...) Umocnił Millo Miasta Dawidowego... (Biblia Tysiąclecia); ...zmocnił Mello w mieście Dawidowem... (Biblia gdańska), co może prowadzić do błędnych wniosków odnośnie do tego, o czym jest mowa.